# 고광순
고광순(高光洵, 1848년~1907년)은 조선 말기의 의병장이다. 자는 서백(瑞白). 호는 녹천(鹿川). 본관은 장흥, 전라남도 담양 출신이다.
임진왜란 때의 의병장인 고경명의 후손이다. 기우만과 함께 의병을 일으켜 일본군과 싸우다가 구례의 연곡사에서 전사하였다.

## 서훈
1962년 건국훈장 독립장이 추서되었다.

## 같이 보기
- 불원복 태극기